# Chandannagar
Chandannagar là một thị xã của quận Hugli thuộc bang Tây Bengal, Ấn Độ.

## Địa lý
Chandannagar có vị trí 22°52′B 88°23′Đ / 22,87°B 88,38°Đ Nó có độ cao trung bình là 10 mét (32 foot).

## Nhân khẩu
Theo điều tra dân số năm 2001 của Ấn Độ, Chandannagar có dân số 162.166 người. Phái nam chiếm 52% tổng số dân và phái nữ chiếm 48%. Chandannagar có tỷ lệ 78% biết đọc biết viết, cao hơn tỷ lệ trung bình toàn quốc là 59,5%: tỷ lệ cho phái nam là 82%, và tỷ lệ cho phái nữ là 74%. Tại Chandannagar, 8% dân số nhỏ hơn 6 tuổi.